# SMS Gneisenau (1906)
Pour les autres navires du même nom, voir Gneisenau.
Le SMS Gneisenau est un croiseur cuirassé allemand de la Kaiserliche Marine, inauguré le 14 juin 1906. Il a comme sister-ship le navire SMS Scharnhorst, qui, lui, a été totalement rénové et amélioré sur l’ossature du croiseur cuirassé SMS Yorck mis en service auparavant.

## Histoire

### Gneisenau-Scharnhorst
Les deux navires patrouillant ensemble, forment le cœur de la défense navale allemande de la partie Extrême-Orient (Ostasiengeschwader). Basés au port de Tsingtao (« Tsingtau » en allemand), ville de la province de Shandong en Chine concédée à la marine de l'Empire allemand. Le commandement de l'escadre d'Extrême-Orient est assuré par le vice-amiral Maximilian von Spee.
Au début de la Première Guerre mondiale, l'escadron de Tsingtao régnera en maître sur toute la zone, dominée par la marine impériale allemande, et malgré les bombardements successifs des Britanniques et des Japonais en septembre 1914.

### Offensive
Il prend le chemin de l'Amérique du Sud et passe par Papeete qu'il bombarde le 22 septembre 1914, achevant de couler un navire déjà sabordé au port et tirant sur la ville.
Le lieutenant de vaisseau Maxime Destremau mit le feu au dépôt de charbon pour ne rien laisser aux Allemands. La Zélée fut touchée par un obus, alors qu'elle avait déjà été sabordée par le commandant Destremau afin d'éviter sa capture par les Allemands, ainsi coula-t-elle plus rapidement. Un navire (un vapeur allemand précédemment capturé par La Zélée) coulé volontairement par ordre du commandant Destremau en travers de l'accès à la baie, empêcha le Gneisenau et le Scharnhorst de s'aventurer plus près du port.

Le duo Gneisenau-Scharnhorst, occupé pendant toute cette période de la guerre, aura pour mission de couler et piller les navires de commerce ennemis. Régnant en maîtres, le Gneisenau et le Scharnhorst rencontreront peu de résistance de la Royal Navy.
Ils couleront successivement les croiseurs cuirassés britanniques suivants : le HMS Good Hope, et le HMS Monmouth commandés par l’amiral Sir Christopher Cradock dans la bataille de Coronel sur les côtes du Chili le 1er novembre 1914.

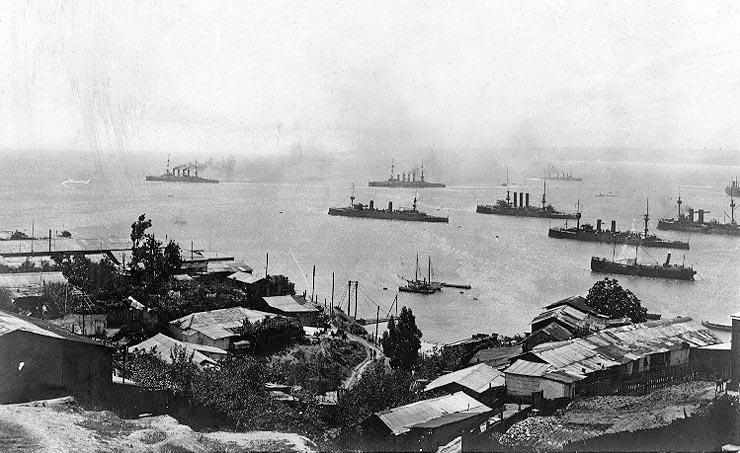
Navires de la marine impériale allemande commandés par le vice-amiral Maximilian von Spee dans une rade chilienne

### Agonie
Le 8 décembre 1914, l'escadre composée des croiseurs Gneisenau et Nürnberg reçoit pour mission le bombardement de la station radio et l'obligation de s'emparer du dépôt de charbon de Port Stanley, au large des îles Malouines (Falkland Islands en anglais) appelée la bataille des Falklands.
Cette bataille navale de la Première Guerre mondiale restée célèbre, restera pour le vice-amiral Maximilian von Spee son dernier combat, et sera une défaite de la marine impériale allemande. La marine allemande qui rencontrera une forte opposition britannique le 8 décembre 1914, disparaîtra avec le Gneisenau, car vers 17 h 15, à court de munitions, le navire finira par se saborder, et sombrera vers 17 h 50. Il y aura 190 survivants recueillis par les navires britanniques, sauf son commandant, le capitaine Maerker, qui trouvera la mort lors de cette bataille, ainsi que le vice-amiral Maximilian von Spee qui disparaîtra à bord du Scharnhorst.